# Martinus Galschiøt
Martinus Ludvig Galschiøt (11. december 1844 i Helsingør – 24. januar 1940 smst) var en dansk forfatter og redaktør.
Galschiøt tog i 1870 magisterkonferens i nordisk filologi. I 1872 studerede han i Stockholm og Uppsala på det Oehlenschläger-Tegnérske stipendium og opholdt sig derpå fra 1873-75 i Italien, hvor han blandt andet fungerede som den senere kriminalforfatter Palle Rosenkrantz privatlærer.
Umiddelbart efter sin hjemkomst blev han litterær-æstetisk medarbejder ved Dagbladet (1875-83) og korrespondent til Stockholms Dagblad. Som tilhænger af den litterære bevægelse i halvfjerdserne deltog Martinus Galschiøt virksomt i kampen, om end ikke ude i de yderste linjer.
I oktober 1884 overtog han ledelsen af Illustreret Tidende, hvor han var til 1892. Som redaktør af Illustreret Tidende har han især arbejdet på at gøre stoffet aktuelt og indføre nye og billigere reproduktionsmetoder for billederne.
Hans evne til at samle mennesker om sig og give hver sit har udmøntet sig
i en betydelig udgivervirksomhed, og er især kendt for det illustrerede storærk Danmark i Skildringer og Billeder af danske Forfattere og Kunstnere fra 1887-1893. Han var redaktør af Tilskueren 1893-1900, og udgav i 1895 en illustreret håndbog om Thorvaldsens Museum.
28. oktober 1890 giftede han sig med Henriette Cathrine Wiibroe (født 30. oktober 1847).
Han er begravet på Helsingør Kirkegård.